# バトゥミRC
バトゥミRC（Batumi RC）は、ジョージア・バトゥミに本拠地を置くラグビーユニオンクラブである。ディディ10に所属。

## 歴史
1969年、創設。
2022-23シーズン、ラグビー・ヨーロッパ・スーパーカップに参加。

## タイトル
- ジョージアチャンピオンシップ
  - 優勝 4回 (1999年, 2002年, 2019年, 2022年)

## 歴代所属選手
- ギオルギ・トヒライシヴィリ(ジョージア代表)
- ラシャ・フマラゼ(ジョージア代表)
- アレクサンドレ・トドゥア(ジョージア代表)
- ギオルギ・プルイゼ(ジョージア代表)